# ورزشگاه جدید تیوولی
 ورزشگاه جدید تیوولی  (به انگلیسی: New Tivoli) ورزشگاهی در شهر آخن در کشور آلمان است.
بازی‌های خانگی آلمانیا آخن در این ورزشگاه برگزار می‌شود.

## نگارخانه

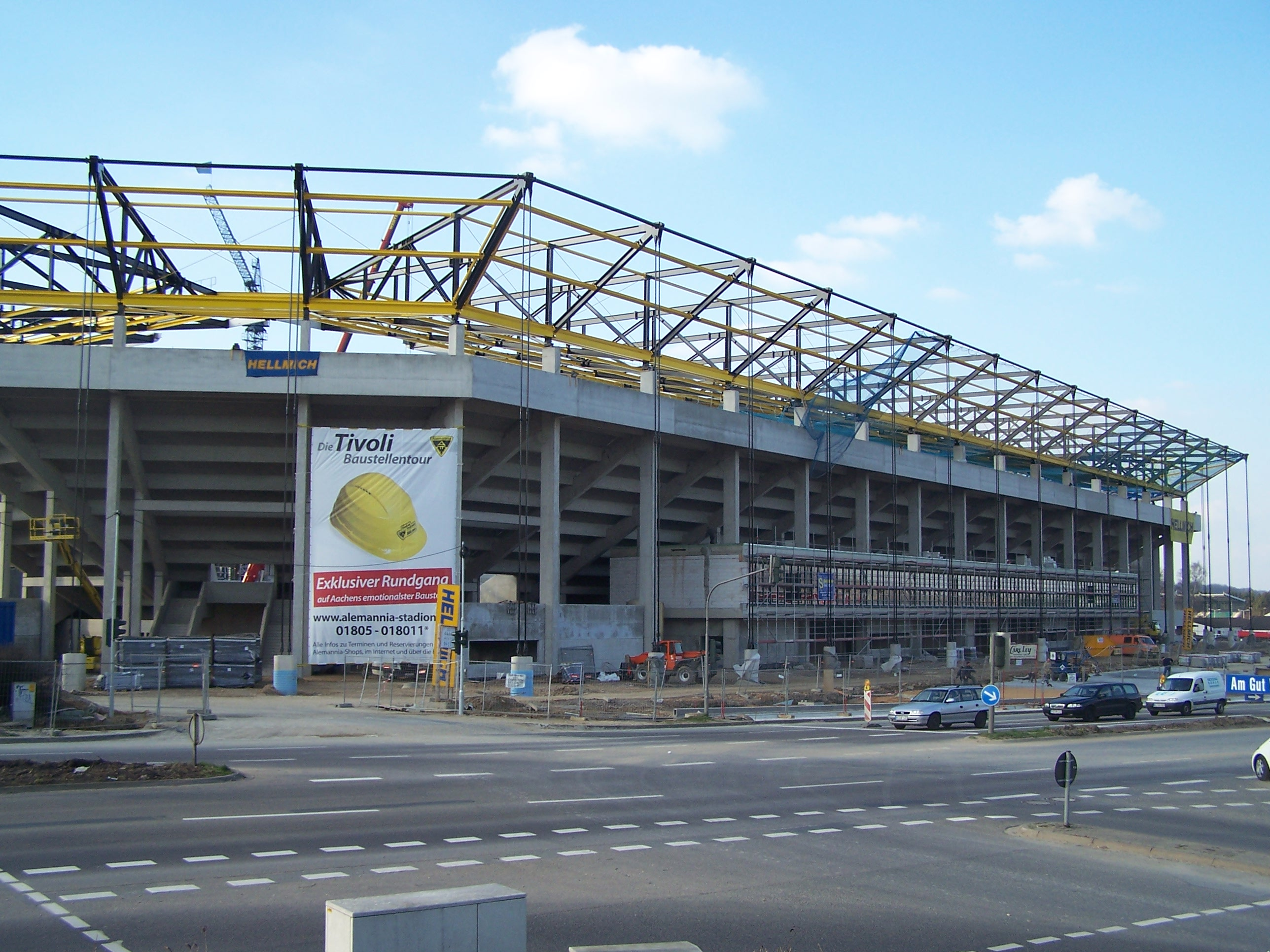
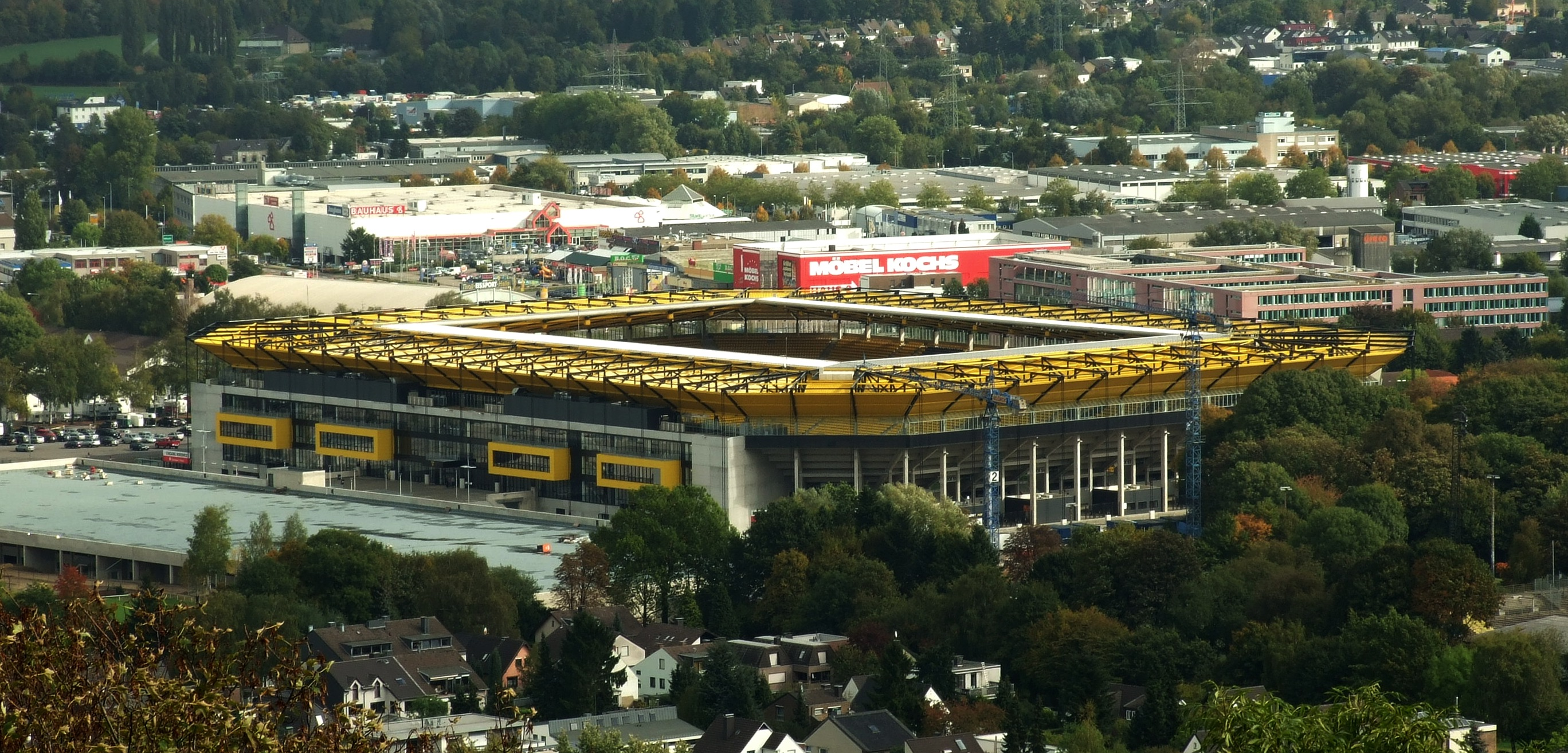
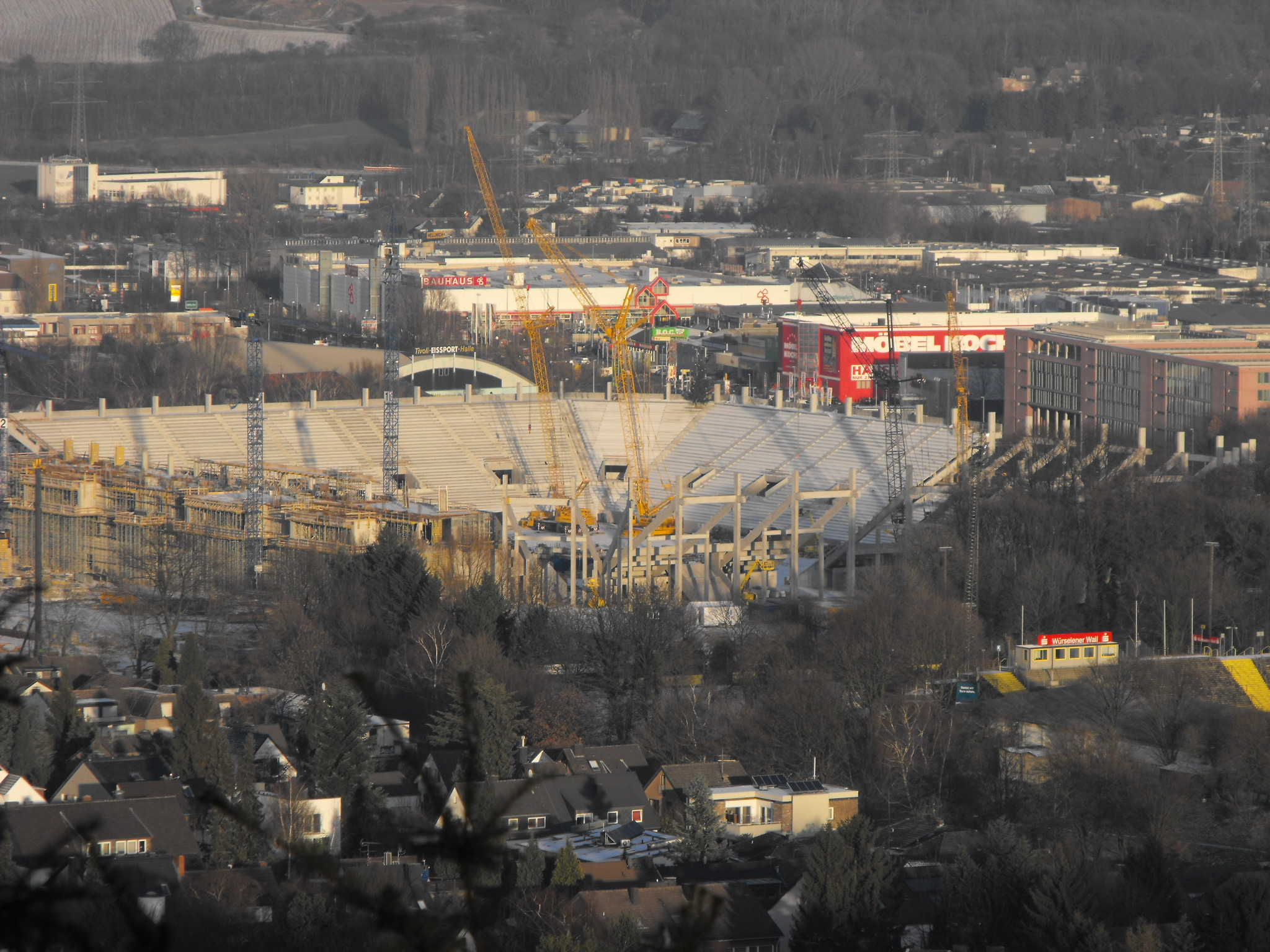
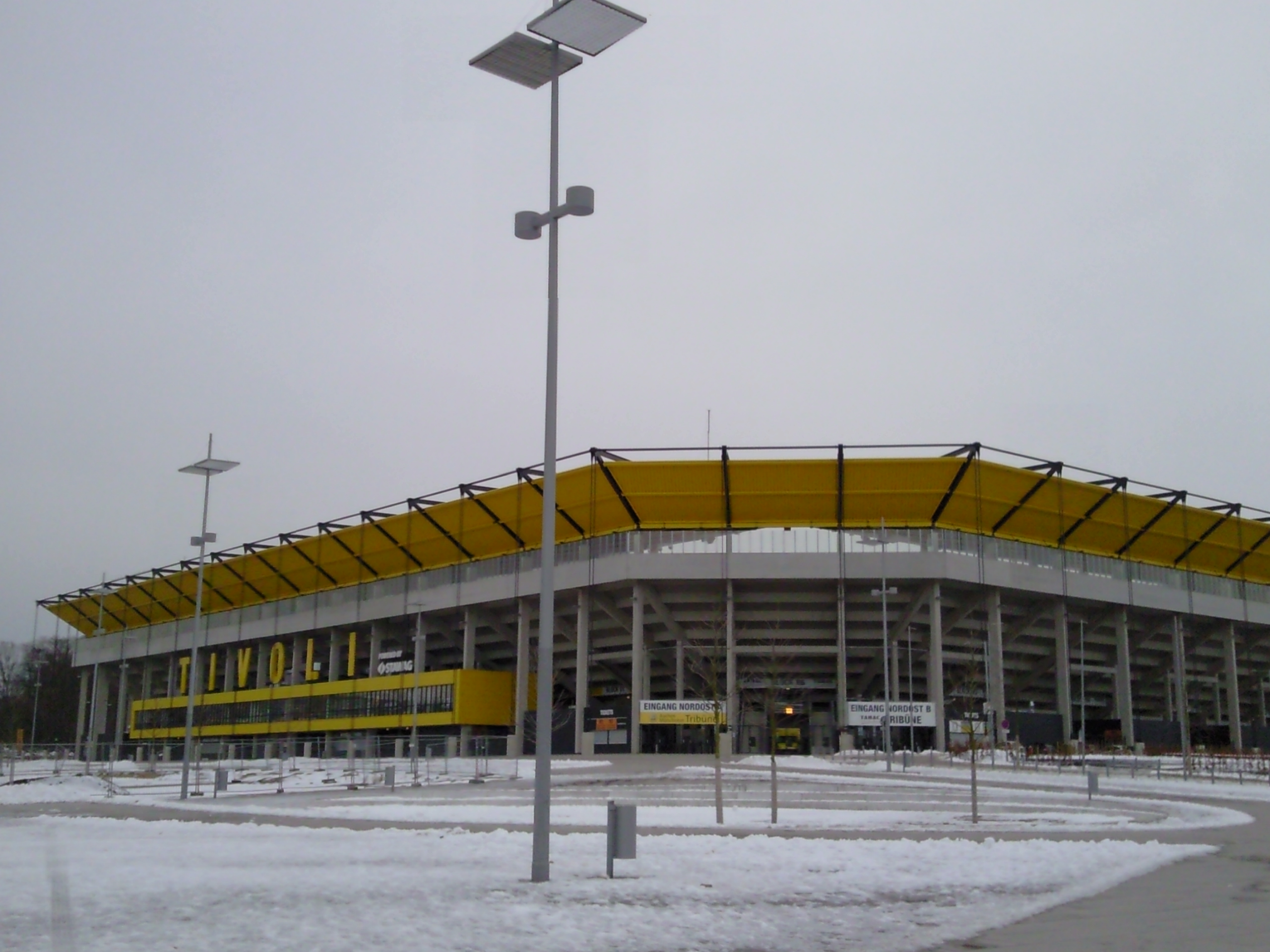